# Masseea
Masseea is een geslacht van schimmels uit de orde Helotiales.  De typesoort is Margaritispora aquatica.

## Soorten
Volgens Index Fungorum telt het geslacht vier soorten (peildatum februari 2022):
| Soortnaam               | Auteur(s)                   | Publicatiejaar |
| ----------------------- | --------------------------- | -------------- |
| Masseea albopruinosa    | Rick                        | 1904           |
| Masseea javanica        | Henn.                       | 1899           |
| Masseea johannis-meyeri | Rehm                        | 1904           |
| Masseea quisquiliarum   | (Berk. & M.A. Curtis) Sacc. | 1889           |